# 아시아나항공의 운항 노선
2024년 10월 기준, 아시아나항공은 다음의 취항지를 운항 중이다.
2020년부터 확산된 코로나19의 대규모 유행으로 국내선과 국제선을 제한적으로 운항 중이다.

## 운항 노선

### 아시아

#### 동아시아
- 대한민국
  - 서울
    - 인천국제공항 (국제선 허브)
    - 김포국제공항 (국내선 허브)

  - 대구 - 대구국제공항
  - 부산 - 김해국제공항 - (2025년 9월 1일 재취항)[3]
  - 제주 - 제주국제공항
  - 청주 - 청주국제공항
  - 광주 - 광주공항
  - 여수 - 여수공항
- 일본
  - 도쿄
    - 하네다 국제공항
    - 나리타 국제공항

  - 나고야 - 주부 센토레아 국제공항
  - 오사카 - 간사이 국제공항
  - 구마모토 - 구마모토 공항[4]
  - 미야자키 - 미야자키 공항
  - 삿포로 - 신치토세 공항
  - 센다이 - 센다이 공항
  - 아사히카와 - 아사히카와 공항[4]
  - 오키나와 - 나하 공항
  - 후쿠오카 - 후쿠오카 공항[5][6]
- 중화인민공화국
  - 베이징 - 베이징 수도 국제공항
  - 광저우 - 광저우 바이윈 국제공항
  - 구이린 - 구이린 량장 국제공항 - (코로나19 사태로 일시 무기한 운항중단)[2]
  - 난징 - 난징 루커우 국제공항
  - 다롄 - 다롄 저우수이쯔 국제공항
  - 상하이
    - 상하이 푸둥 국제공항
    - 상하이 훙차오 국제공항

  - 선양 - 선양 타오셴 국제공항 - (코로나19 사태로 일시 무기한 운항중단)[2]
  - 선전 - 선전 바오안 국제공항
  - 시안 - 시안 셴양 국제공항
  - 옌지 - 옌지 차오양촨 공항
  - 옌청 - 옌청 난양 국제공항
  - 옌타이 - 옌타이 펑라이 국제공항 - (코로나19 사태로 일시 무기한 운항중단)[2]
  - 웨이하이 - 웨이하이 다슈이보 공항 - (코로나19 사태로 일시 무기한 운항중단)[2]
  - 창사 - 창사 황화 국제공항
  - 창춘 - 창춘 룽자 국제공항
  - 청두 - 청두 톈푸 국제공항
  - 충칭 - 충칭 장베이 국제공항
  - 칭다오 - 칭다오 자오둥 국제공항
  - 톈진 - 톈진 빈하이 국제공항
  - 하얼빈 - 하얼빈 타이핑 국제공항
  - 항저우 - 항저우 샤오산 국제공항
- 홍콩
  - 홍콩 - 홍콩 첵랍콕 국제공항
- 중화민국
  - 타이베이 - 타이완 타오위안 국제공항
  - 가오슝 - 가오슝 국제공항 - (코로나19 사태로 일시 무기한 운항중단)[2][7][8]
  - 타이중 - 타이중 국제공항 계절편[9]
- 몽골
  - 울란바타르 - 칭기즈 칸 국제공항

#### 동남아시아
- 말레이시아
  - 코타키나발루 - 코타키나발루 국제공항 계절편[9]
- 베트남
  - 하노이 - 노이바이 국제공항
  - 나트랑 - 깜라인 국제공항[2][10]
  - 다낭 - 다낭 국제공항
  - 푸꾸옥 - 푸꾸옥 국제공항 - (코로나19 사태로 일시 무기한 운항중단)[2][11]
  - 호치민 - 떤선녓 국제공항
- 싱가포르
  - 싱가포르 - 싱가포르 창이 국제공항
- 인도네시아
  - 자카르타 - 수카르노 하타 국제공항
- 태국
  - 방콕 - 수완나품 국제공항
  - 치앙마이 - 치앙마이 국제공항[12][13]
  - 푸껫 - 푸껫 국제공항
- 캄보디아
  - 프놈펜 - 프놈펜 국제공항
- 필리핀
  - 마닐라 - 니노이 아키노 국제공항
  - 세부 - 막탄 세부 국제공항
  - 클라크 - 클라크 국제공항

#### 남아시아
- 인도
  - 델리 - 인디라 간디 국제공항[14]

#### 중앙아시아
- 우즈베키스탄
  - 타슈켄트 - 타슈켄트 국제공항
- 카자흐스탄
  - 알마티 - 알마티 국제공항

### 아프리카

#### 북아프리카
- 이집트
  - 카이로 - 카이로 국제공항[15]

### 유럽

#### 서유럽
- 영국
  - 런던 - 런던 히드로 국제공항
- 프랑스
  - 파리 - 파리 샤를 드 골 국제공항
- 독일
  - 프랑크푸르트 - 프랑크푸르트 국제공항

#### 남유럽
- 그리스
  - 아테네 - 아테네 국제공항 전세편[16]
- 스페인
  - 바르셀로나 - 바르셀로나 엘프라트 국제공항[17]
- 이탈리아
  - 로마 - 레오나르도 다 빈치 국제공항
  - 베네치아 - 베니스 마르코 폴로 국제공항 - (코로나19 사태로 일시 무기한 운항중단)[2][17]
- 튀르키예
  - 이스탄불 - 이스탄불 아르나부코이 국제공항

#### 동유럽
- 체코
  - 프라하 - 프라하 바츨라프 하벨 국제공항[18]

### 아메리카

#### 북아메리카
- 미국
  - 뉴욕 - 존 F. 케네디 국제공항
  - 로스앤젤레스 - 로스앤젤레스 국제공항
  - 샌프란시스코 - 샌프란시스코 국제공항
  - 시애틀 - 시애틀 터코마 국제공항
  - 호놀룰루 - 대니얼 K. 이노우에 국제공항

### 오세아니아

#### 오스트랄라시아
- 오스트레일리아
  - 멜버른 - 멜버른 공항 계절편[19]
  - 시드니 - 시드니 공항

#### 미크로네시아
- 괌
  - 괌 - 안토니오 B. 원 팻 국제공항[20][21]
- 북마리아나 제도
  - 사이판 - 사이판 국제공항
- 팔라우
  - 코로르 - 팔라우 국제공항 - (코로나19 사태로 일시 무기한 운항중단)[2]

## 과거 취항지

### 아시아

#### 동아시아
- 대한민국
  - 무안 - 무안국제공항
  - 양양 - 양양국제공항
  - 목포 - 목포공항
  - 사천 - 사천공항
  - 예천 - 예천공항
  - 울산 - 울산공항
  - 포항 - 포항공항
- 일본
  - 기타큐슈 - 기타큐슈 공항 전세편[22]
  - 다카마쓰 - 다카마쓰 공항
  - 도야마 - 도야마 공항[23]
  - 마쓰야마 - 마쓰야마 공항[24]
  - 미야코지마 - 미야코 공항 전세편[25]
  - 시즈오카 - 시즈오카 공항
  - 야마구치/우베 - 야마구치 우베 공항
  - 오조라 - 메만베쓰 공항 전세편[26]
  - 요나고 - 요나고 공항
  - 이바라키 - 이바라키 공항[27][28]
  - 이시가키 - 이시가키 공항 전세편[29]
  - 하코다테 - 하코다테 공항 전세편[30]
  - 후쿠시마 - 후쿠시마 공항[27][28]
  - 히로시마 - 히로시마 공항
- 중화인민공화국
  - 구이양 - 구이양 롱동바오 국제공항 전세편[31]
  - 난창 - 난창 창베이 국제공항 전세편[32]
  - 닝보 - 닝보 리서 국제공항 전세편[33]
  - 리장 - 리장 삼이 국제공항 부정기 전세편[34]
  - 스자좡 - 스자좡 정딩 국제공항 전세편[35]
  - 쉬저우 - 쉬저우 관인 국제공항 전세편[36]
  - 옌타이 - 옌타이 라이산 국제공항 * - (옌타이 펑라이 국제공항으로 노선 이양)
  - 이창 - 이창 샨사 국제공항 전세편[37]
  - 지난 - 지난 야오창 국제공항 계절편[38]
  - 청두 - 청두 솽류 국제공항 - (청두 톈푸 국제공항으로 노선 이양)
  - 치치하얼 - 치치하얼 싼자즈 국제공항 계절 전세편[39]
  - 칭다오 - 칭다오 류팅 국제공항 * - (칭다오 자오둥 국제공항으로 노선 이양)
  - 타이위안 - 타이위안 우수 국제공항 부정기편[40]
  - 하이라얼 - 후룬바이얼 하이라얼 국제공항[41]
  - 후허하오터 - 후허하오터 바이타 국제공항 전세편[42]
  - 황산 - 황산 툰시 국제공항[43]
- 마카오
  - 마카오 - 마카오 국제공항
- 홍콩
  - 홍콩 - 홍콩 카이탁 국제공항 - (홍콩 첵랍콕 국제공항으로 노선 이전)
- 조선민주주의인민공화국
  - 평양 - 평양 순안 국제공항[44]
- 몽골
  - 울란바타르 - 부얀트 우카 국제공항 - (칭기즈 칸 국제공항으로 노선 이양)

#### 동남아시아
- 말레이시아
  - 쿠알라룸푸르 - 쿠알라룸푸르 국제공항 화물
  - 조호르바루 - 세나이 국제공항 전세편[45]
- 미얀마
  - 양곤 - 양곤 국제공항[46]
- 브루나이
  - 반다르스리브가완 - 브루나이 국제공항 전세편[47]
- 인도네시아
  - 덴파사르 - 응우라라이 국제공항[46]
- 캄보디아
  - 씨엠립 - 씨엠립 국제공항
- 필리핀
  - 보홀 - 보홀 팡라오 국제공항 전세편[46]
  - 칼리보 - 칼리보 국제공항 계절편[48]

#### 남아시아
- 방글라데시
  - 다카 - 샤잘랄 국제공항 전세편[49]

#### 중앙아시아
- 카자흐스탄
  - 아스타나 - 아스타나 국제공항

### 유럽

#### 서유럽
- 영국
  - 런던 - 런던 스탠스테드 국제공항 화물
- 네덜란드
  - 암스테르담 - 암스테르담 스키폴 국제공항 화물[50]
- 벨기에
  - 브뤼셀 - 브뤼셀 국제공항 화물[51][52]

#### 중유럽
- 오스트리아
  - 빈 - 빈 국제공항 화물[51][52]

#### 남유럽
- 이탈리아
  - 밀라노 - 밀라노 말펜사 국제공항 화물
- 튀르키예
  - 이스탄불 - 이스탄불 아타튀르크 국제공항 - (이스탄불 아르나부코이 국제공항으로 노선 이전)
- 포르투갈
  - 리스본 - 리스본 포르텔라 국제공항 전세편[2][53]

#### 동유럽
- 러시아
  - 모스크바 - 도모데도보 국제공항 화물
  - 블라디보스토크 - 블라디보스토크 국제공항[46]
  - 유즈노사할린스크 - 유즈노사할린스크 공항[54]
  - 하바롭스크 - 하바롭스크 공항[54]
- 헝가리
  - 부다페스트 - 부다페스트 페리 헤지 국제공항 전세편[55]

#### 북유럽
- 노르웨이
  - 오슬로 - 오슬로 가르데르모엔 국제공항 전세편[30]
- 스웨덴
  - 예테보리 - 예테보리 란드베터 공항 화물

### 아메리카

#### 북아메리카
- 미국
  - 댈러스 - 댈러스 포트워스 국제공항 화물
  - 디트로이트 - 디트로이트 메트로폴리탄 웨인 카운티 국제공항
  - 마이애미 - 마이애미 국제공항 화물
  - 시카고 - 시카고 오헤어 국제공항[51][54]
  - 애틀랜타 - 하츠필드 잭슨 애틀랜타 국제공항 화물
  - 앵커리지 - 테드 스티븐스 앵커리지 국제공항 화물
  - 포틀랜드 - 포틀랜드 국제공항 화물
- 캐나다
  - 캘거리 - 캘거리 국제공항 화물[56]
  - 핼리팩스 - 핼리팩스 스탠필드 국제공항 화물[57]

### 오세아니아

#### 오스트랄라시아
- 뉴질랜드
  - 오클랜드 - 오클랜드 국제공항
- 오스트레일리아
  - 케언스 - 케언스 공항[52]